# Turning Point: Fall of Liberty
Turning Point: Fall of Liberty és un proper videojoc d'acció en primera persona, desenvolupat per Spark Unlimited per la PlayStation 3, Xbox 360 i ordinador que tracta sobre una alternativa realitat de Winston Churchill, mort el 1936, tres anys abans que comencés la Segona Guerra Mundial. Sense el lideratge fort de Churchill, la Gran Bretanya hagués caigut en mans dels nazis i les Forces de l'Eix, i ells haurien pogut capturar conseqüentment amb èxit Washington DC als Estats Units. I partint que els nazis i les forces de l'eix hagin guanyat a la Gran Bretanya doncs al videojoc va de conquerir els EUA.
No es coneix gaire sobre el videojoc. Està previst que es llançarà per l'hivern del 2007.

## Argument
El 1931, Winston Churchill va ser atropellat per un taxi a la ciutat de Nova York en la vida real, però en realitat va sobreviure i va anar en una missió militar a les illes Britàniques, en la invasió del Tercer Reich contra les forces aliades (amb la resta d'Europa, Islàndia i Groenlàndia). Winston Churchill hagués pogut morir entre la línia enemiga però Adolf Hitler va cancel·lar l'operació. Però en el videojoc no és així, sinó que la batalla continua, Churchill cau abatut i les tropes de Hitler conquereixen la Gran Bretanya. Tot i que el videojoc comença en un atac sorpresa a Nova York.
El punt crucial en aquest videojoc no és que es juga a la pell d'un soldat. No es juga amb un paper de militar sinó que el personatge principal i jugable del videojoc és un ciutadà. Com també passa amb alguns videojocs d'acció en primera persona, l'objectiu és sobreviure amb la pinzellada de la doctrina de la guerra total.